# HELLO.SWEET 〜陽の当たる坂道〜
「HELLO.SWEET 〜陽の当たる坂道〜」（ハロースウィート・ひのあたるさかみち）は、ロックバンド・少年カミカゼの、10枚目のシングルである。

## 解説
このシングルが少年カミカゼがリリースした最後のシングルになる。

## 収録曲
1. HELLO.SWEET 〜陽の当たる坂道〜
作詞:SaCo+和教／作曲:和教
独立UHF放送局13局TVドラマ『パセリ』主題歌／カンコー学生服CMソング
『BACK TO THE BEATER 〜インディーズコンプリート&レアトラックス』収録のデモ曲に比べてテンポが遅い。
2. S.O.S アイデンティティ
作詞:SaCo+和教／作曲:和教
同上『パセリ』エンディングテーマ
3. humming
作詞:SaCo／作曲:KENTARO
4. A・M・E
作詞:SaCo+和教／作曲:南つかさ
5. HELLO.SWEET 〜陽の当たる坂道〜 for SING
6. S.O.S.アイデンティティ for SING
7. humming for SING
8. A・M・E for SING

なお、「for SING」とつく曲はカラオケトラックである。